# أدب بريتاني

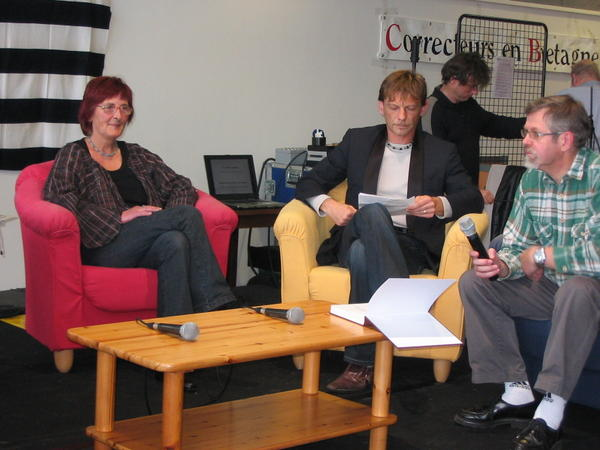
روائيان ومترجم باللغة البريتانية

قد يُشير الأدب البريتاني إلى الأدب المكتوب باللغة البريتانية (بالبريتانية: Brezhoneg «برازونك»)، أو التقليد الأدبي الواسع لمنطقة بريتاني الثقافية إلى جانب اللغات الرئيسية الثلاث الأخرى المحكية في المنطقة، وهي اللاتينية والغالوية والفرنسية - وكانت جميعها تحظى بتأثيرات لغوية وثقافية قوية متبادلة.

## الأدب البريتاني في العصر القديم والعصور الوسطى
يمكن تصنيف الأدب البريتاني إلى فترة بريتاني القديمة، من القرن الخامس إلى القرن الحادي عشر؛ وفترة بريتاني الوسطى، حتى القرن السابع عشر. بدأت فترة الركود مع فتوحات النورمان في القرنين العاشر والحادي عشر، والتي أدّت إلى نزوح جماعي خارج بريتاني. توجد العديد من الكلمات البريتانية القديمة ضمن المخطوطات اللاتينية من القرنين التاسع والعاشر، وهي الآن منتشرة في المكتبات وضمن مجموعات في جميع أنحاء أوروبا. من المحتمل أن يكون هناك أدب شفوي متطور للغاية خلال فترة بريتاني القديمة. بناءً على أدلة عن أسماء بريتانية، يبدو أن الأدب البريتاني في العصور القديمة والوسطى قد ألهم في الكثير من كتابات الأدب الآرثري، وقصة تريستان وإيسولت، وملكة ماري دي فرانس.

## مخطوطة ليدن
وهي أقدم مخطوطة موجودة في اللغة البريتانية (والتي يعود تاريخها إلى نهاية القرن الثامن)، وهي موجودة في جامعة لايدن في هولندا، وهي تسبق بأكثر من قرن أقدم نص معروف باللغة الفرنسية. يفترض المتخصصون بشكل عام بأنها النص الأقدم في اللغة البريتانية القارية وقد بحث فيها الأستاذ الراحل ليون فلوريوت (من مواليد 1932 – 1987). تُعتبر المخطوطة بحد ذاتها عبارة عن هامش من الوصفات الطبية المُكوّنة من النباتات التي تشير إلى أن منطقة بريتاني قد سكنها أشخاص من أصحاب العلم في نهاية القرن الحادي عشر.

## الإنجيل البريتاني

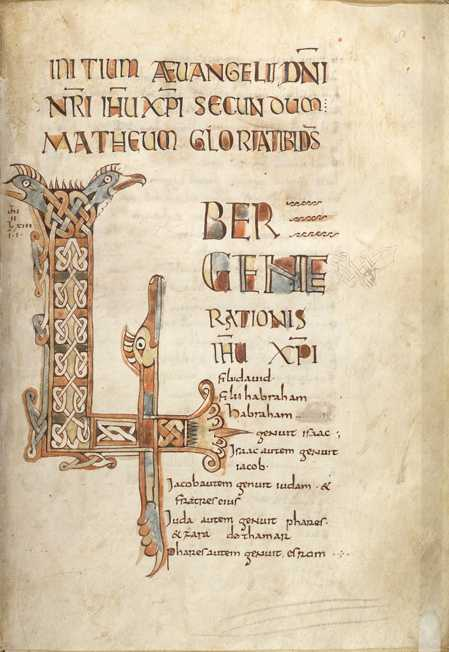
الإنجيل البريتاني

على الرغم من أن الإنجيل قد كُتب باللغة الفرنسية، إلا أن كتاب «إنجيل بريتاني» (في المكتبة البريطانية، إغيرتون 609)، يُعتبر عمل أدبي هام من ناحية النطاق الثقافي الواسع لمنطقة بريتاني. من بين أشياء أخرى، تشهد المنطقة على مستوى عال من التعلم، ويفترض بأن الثروة داخل الأديرة في بريتاني مماثلة لتلك التي في ليندسفارن وكيلز. تحتوي مخطوطة كتاب الإنجيل التي يعود تاريخها إلى القرن التاسع على نص مكتوب باللاتينية من الأناجيل الأربعة، إلى جانب مواد تمهيدية وجداول شريعة - مزيج مثير للاهتمام من التقاليد. يشبه إنجيل بريتاني شكل مخطوطة الكارولنجيان المطوّر في مدينة تور الفرنسية – إذ تُعتبر هذه المدينة إحدى المراكز الكلاسيكية لعصر النهضة الكارولنجية، وعلى الرغم من أن شكل الحروف المضيئة كبيرة الحجم التي تُشكّل بداية كل إنجيل مماثل لشكل الحروف الموجودة في المخطوطة الكارولنجية، إلا أن الزخارف تُشبه إلى حد كبير المخطوطات المنفصلة في كتاب كيلز وأناجيل لينديسفارن، ما يشير إلى استمرارية التقاليد الثقافية. ومع ذلك،  فإن الزخرفة في هذه المخطوطة أبسط وهندسية أكثر من تلك الموجودة في المخطوطات المنفصلة. تسبق بداية كل إنجيل رسم مُصغّر كامل لرمز مؤلف الإنجيل، حجم كل ورقة من ورق الرّق هو 32.5 × 23 سنتيمتر.

## الحاشية
عُثر على عمل آخر معروف من الأدب البريتاني على هامش مخطوطة لاتينية من القرن الرابع عشر، مكتوبة من قِبَل عامل كادح عن المخاوف الحالية، إذ ترك هذه الأسطر الأربعة من قصيدة حب، يبدأ السطرين الأولين على الشكل التالي:
باللغة البريتانية:
An guen heguen am louenas
An hegarat an lacat glas
مُترجمة إلى الإنجليزية:
The fair one، her cheek gladdened me
The lovable one of the blue eye
مُترجمة إلى العربية:
تلك الجميلة، أسعدتني وجنتيها
تلك المحبوبة ذات العينين الزرقاوين 

## الشعر البريتاني
القاعدة الرئيسية للشعر البريتاني هي أن المقطع الأخير من كل مقطع لفظي في السطر يجب أن يتوافق مع قافية مع مقطع أو أكثر من المقاطع الأخرى من السطر ذاته. على سبيل المثال، في السطر الأول أعلاه، فإن «en» هي القافية الثانية إلى آخر مقطع لفظي، والتي تتوافق مع «guen» و «heguen». في السطر الثاني، «at» هي المفردة الثاني إلى المقطع اللفظي الأخير الذي على قافية  «hegarat».
يوجد بعض النصوص من القرنين الخامس عشر والسادس عشر وهي:
- ديستراكشن أوف جورزاليم، هوامش.
- لايف أوف ساينت غينولو، هوامش.
- ديالوغ بيتوين آرثر آند غوينغالف، إذ دُمرت حوالي 247 سطر من القصيدة عبر الأجيال.
- لايف أوف ساينت نون آند هير سون ديفي.
- بويز سانتي باربا (ذا لايف أوف ساينت باربرا)، وهي مسرحية أسرار تتحدث عن الحياة والمعجزات في حياة القديسة باربرا.

## الأدب الحديث
قبل حركة النهوض الأدبي التي أُنشِأت من قِبل غوالارن في أوائل القرن العشرين، أصبح الأدب في بريتاني عبارة عن كتابات دينية فقط.
لعب جان -فرانسوا لو غونيدك (باللغة البريتانية: جان–فرانسيز آر غونيديغ) دورًا هامًا في الأدب البريتاني من خلال شروعه في إصلاح قواعد الكتابة البريتانية، ووضع أول ترجمة لكتاب العهد الجديد.
بدأت كتابة النثر في بريتاني، والتي أغلبها كانت كتابات دينية، في الظهور في القرن السابع عشر. شهد النصف الثاني من القرن الثامن عشر ظهور أولى الأعمال العلمانية في بريتاني: كتاب «أر فارفيل غوبير» للفنان فرانسوا نيكولاس دي باسكال دي كيرنيفير وكتاب «سارمون غريت وار أر مارو أفياكيل فورين» لكلاود –ماري لي ليا. إذ بقيت معظم الأعمال الأدبية بشكل شفوي.

### القرن التاسع عشر
في القرن التاسع عشر، تولّى الأثريون ومُحيي السلتية مجموعة من النصوص والأغاني والقصص الشعبية. وصلت موجة الاهتمام بجمع التقاليد الشفوية إلى منطقة بريتاني في الفترة ما بين 1815 و 1820 عندما قام أعضاء مثقفون من طبقة النبلاء أمثال أيمار دي بلوا دو لا كالاندي  وبارب -إيميلي دو سانت -بريكس وجان ماري دي بينغويرن وجان فرانسوا دي كيرغاريو وأورسولي فيدو دي فوجيان، بتبادل اكتشافاتهم بشكل غير رسمي. جلب كُتّاب مثل أناتول لي براز وتيودور هيرسارت دي لا فيلماركي (ابن أورسول فيدو دي فوجيان) قُرّاء جُدد إلى الأدب بريتاني التقليدي.
«بارزاز بريتز» (أغاني بريتاني) (حرفيًا، بارزاز بريتز = شعراء بريتاني)، وهي عبارة عن مجموعة من الأغاني الشعبية البريتانية التي جمعها لا فيلماركي ونُشرت في عام 1839 (بطبعة مُنقحة وموسّعة في عام 1845). جُمعت من التقاليد الشفوية وحفظت الحكايات الشعبية التقليدية والأساطير والموسيقى. على الرغم من تأثيرها الكبير، إلا أن أعمال لا فيلماركي تعرضت لهجوم من جيل لاحق بسبب تعديل أعماله وفقًا لمتطلبات الذوق الأدبي الحديث. باتخاذ نهج أكثر صرامة ضد مجموعة المواد الشفوية، نشر فرانسوا -ماري لوزل كتابه «غويرزو بريز إزيل» (ما بين 1868 – 1874) وكتاب «كونتيس بريتونز» (في عام 1870).